# Jeremiah Dixon

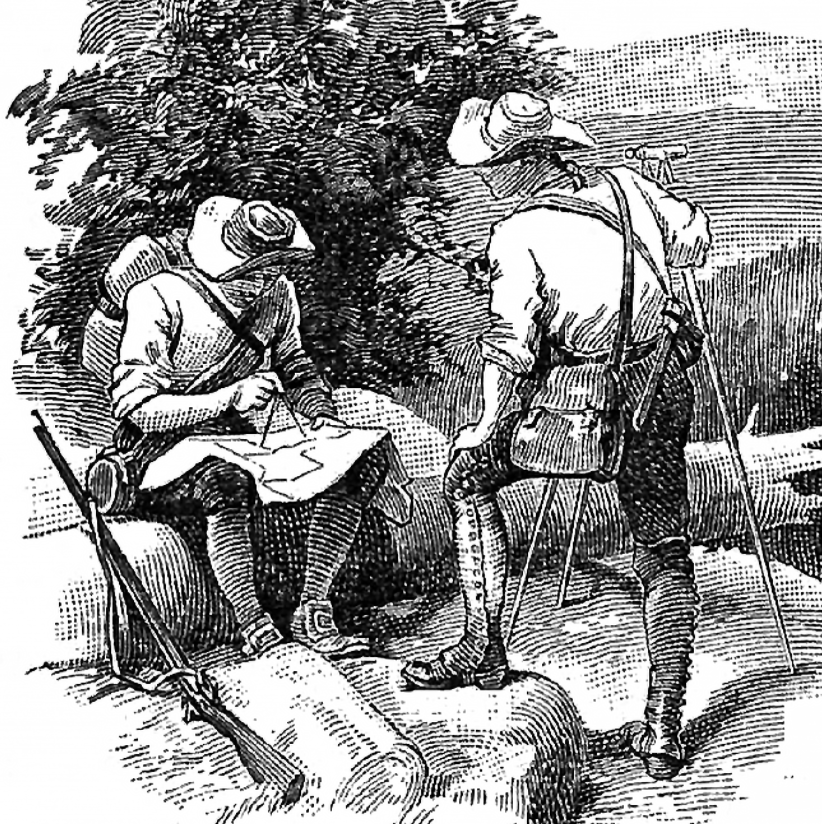
Dixon (rechts) und Mason vermessen die Mason-Dixon-Linie; Illustration von 1910

Jeremiah Dixon (* 27. Juli 1733 in Cockfield, Bishop Auckland, County Durham; † 22. Januar 1779 ebenda) war ein englischer Geodät. Mit dem Astronomen Charles Mason bewerkstelligte er in den Jahren 1763 und 1769  die Vermessung der sogenannten Mason-Dixon-Linie zwischen den Nord- und Südstaaten der USA. Er war Mitglied der American Philosophical Society.
Nach einer Anekdote entlehnte man Dixons Namen die Bezeichnung Dixieland für den Süden der Vereinigten Staaten.
Der amerikanische Autor Thomas Pynchon setzte Mason und Dixon in seinem 1997 erschienenen Roman Mason & Dixon ein literarisches Denkmal.
Der britische Musiker Mark Knopfler erwähnt sowohl Dixon als auch Mason in seinem Song Sailing to Philadelphia vom gleichnamigen Album aus dem Jahr 2000. Der Asteroid des äußeren Hauptgürtels (3131) Mason-Dixon ist nach Charles Mason und nach ihm benannt.